# Nessi Ocean Racing Team
Das Nessi Ocean Racing Team (NORT) ist ein Schweizer Segelverein, der aktiv an Hochsee- und Binnensee-Regatten teilnimmt. Als Coach und Berater ist Andreas Hanakamp (Olympiateilnehmer und Skipper beim Volvo Ocean Race) für das Team zuständig. Das Team wurde 2008 als Verein nach Schweizer Recht mit Sitz in Ingenbohl eingetragen.

## Erfolge (Auswahl)
- 10 × Vierwaldstättersee Cup Sieger
- 2. Platz Team WM, Porto Cervo
- 2. Platz Schweizer Meisterschaft Match Race
- Atlantic Rally for Cruisers Gewinner mit Class40
- 5. Platz Round Europe Race Maxi Yachten
- 1. Platz CCS Cup, Cowes